# Platyja umminea
Platyja umminea là một loài bướm đêm trong họ Noctuidae.